# Felix Machado
Felix Machado est un boxeur vénézuélien né le 22 août 1972 à Bolívar.

## Carrière
Passé professionnel en 1993, il remporte le titre vacant de champion du monde des poids super-mouches IBF le 22 juillet 2000 après sa victoire aux points contre Julio Gamboa. Machado conserve son titre face à William De Sousa, Mauricio Pastrana et Martin Castillo puis est battu aux points par Luis Alberto Pérez le 4 janvier 2003.

## Référence
1. ↑   (en) Felix Machado vs. Julio Gamboa II (boxrec.com)